# 神鼎
神鼎（401年二月—403年八月）是十六国時期後涼政權呂隆的年號，共計2年餘。

## 纪年
| 神鼎 | 元年  | 二年  | 三年  |
| ---- | ----- | ----- | ----- |
| 公元 | 401年 | 402年 | 403年 |
| 干支 | 辛丑  | 壬寅  | 癸卯  |

## 参看
- 中国年号索引
- 同期存在的其他政权年号
  - 隆安（397年正月-401年十二月）：東晉皇帝晋安帝司马德宗的年号
  - 元兴（402年正月-404年十二月）：東晉皇帝晋安帝司马德宗的年号
  - 大亨（402年三月-十二月）：東晉皇帝晋安帝司马德宗的年号
  - 永始（403年十二月-404年五月）：桓玄年号
  - 弘始（399年九月-416年正月）：后秦政权姚兴年号
  - 太初（388年六月-400年七月）：西秦政权乞伏歸年号
  - 长乐（399年正月-401年七月）：后燕政权慕容盛年号
  - 光始（401年八月-406年十二月）：后燕政权慕容熙年号
  - 建平（400年正月-405年十一月）：南燕政权慕容德年号
  - 太平（403年四月）：王始年号
  - 建和（400年正月-402年三月）：南凉政权秃发利鹿孤年号
  - 弘昌（402年三月-404年二月）：南凉政权秃发傉檀年号
  - 庚子（400年十一月-404年十二月）：西凉政权李年号
  - 天玺（399年二月-401年五月）：北凉政权段业年号
  - 永安（401年六月-412年十月）：北凉政权沮渠蒙逊年号
  - 天兴（398年十二月-404年十月）：北魏政权拓跋珪年号

## 消歧义
- 翟釗的定鼎年號

| 前一年號： 咸寧 | 後涼年号 | 下一年號： 無 |